# Museo de la imaginación
Museo de la imaginación es un Museo interactivo de Ilusiones ópticas que fue creado el día 28 de abril de 2018 en Málaga, España
Ver, oír y tocar son los elementos que hacen diferente este Museo que mezcla ciencia e ilusionismo con un carácter divulgativo y lúdico a través de tres salas. En la primera, la ciencia es la protagonista con toda una colección de piezas y juguetes que ponen en entredicho la razón y la percepción visual con la aplicación de leyes físicas. Como el disco de Euler y su aceleración cuando en teoría pierde energía al rotar, los giroscopios de inducción magnéticas que son capaces de suspenderse en el aire, las imágenes duales que se convierten en un perro o un gato dependiendo de si las vemos al derecho o al revés, o las ilusiones anamórficas que engañan a nuestro cerebro para que veamos un objeto en 3D cuando realmente está dibujado en una superficie plana.

## Historia
El día 28 de abril de 2018 una empresa española Mercado de la fantasía S.L. fundó el Museo de la imaginación.
Después de los primeros cuatro meses de apertura superó los 5.000 visitantes.
Desde el año 2019, el Museo de la imaginación entra en el sistema turística SICTED y tiene el diploma de compromiso de calidad SICTED (Sistema de Calidad Turística en Destino).
En el año 2019, el Museo de la imaginación aparece en la lista de los mejores museos de Málaga.

## Exposiciones
La exposición del Museo esta dividido en las siguientes salas cada una dedicada a un fin:
Sala científica: este primer espacio que encuentra el visitante al entrar al museo supone una toma de contacto con los objetos inventados y descubiertos por diferentes científicos. Objetos interesantes y curiosos que llevan al visitante a manipular y pensar en el funcionamiento de los mismos. Efectos ópticos, creación de imágenes 3D, inversión de la realidad, espejos especiales, dibujos que necesitan verse de una perspectiva concreta, introducción de la tecnología moderna, entre otros.
Sala de sombras y efectos de luz: en esta sala el visitante se encontrará con su propia sombra en distintos colores como nunca antes vista, además podrá experimentar con la luz de los dispositivos de hoy en día como móviles para dibujar o escribir.
Sala de diversión y fotografía: esta sala viene subdividida en varias, aquí se puede ver una colección de imágenes 3D en forma de murales donde el visitante se convierte en un participante directo de la misma. Se puede cortar el cuerpo por la mitad, aparecer en el techo de una habitación, hacerse pequeño o gigante. En definitiva hacer cosas “imposibles”, que en estas salas son totalmente posibles y fáciles de realizar.